# Alien love triangle
Alien love triangle es una película de corta duración rodada en 2008 y de género cómico y de ciencia ficción dirigida por Danny Boyle.
La película, originalmente, iba a ser dirigida por Kevin Smith que pensaba estrenar esta película como parte de una trilogía que se estrenaría al mismo tiempo ya que cada película duraría 30 minutos, pero el proyecto de estrenarlas juntas fue finalmente cancelado. Las otras películas son Mimic e Impostor.
El estreno de la película fue parte de la ceremonia de clausura del teatro más pequeño de Gales, La Charrette (con solo 23 asientos).

## Reparto
- Kenneth Branagh como Steven Chesterman.
- Alice Connor como Sarah.
- Courteney Cox como Alice.
- Heather Graham como Elizabeth.